# Гарта
Гарта (пол. Harta) — село в Польщі, у гміні Динів Ряшівського повіту Підкарпатського воєводства.
Населення — 2123 особи (2011).

## Розташування
Розташоване приблизно за 5 км на північний захід від Динова і за 24 км на південний схід від воєводського центру Ряшів при повітовій дорозі № 1426R.

## Історія
Вперше згадується в 1429 р. як село, закріпачене за німецьким правом.
Село знаходиться на заході Надсяння, де внаслідок примусового закриття церков у 1593 р. українське населення зазнало латинізації та полонізації. На 1936 р. рештки українського населення становили 5 осіб, які належали до греко-католицької парафії Бахір Динівського деканату Перемишльської єпархії (у 1934—1947 рр. Апостольської адміністрації Лемківщини).
Після Другої світової війни українське населення було піддане етноциду. В 1947 році між 15 і 20 травня під час Операції Вісла 10 українців були депортовані на понімецьку територію північної Польщі.
У 1975-1998 роках село належало до Перемишльського воєводства.

## Демографія
Демографічна структура станом на 31 березня 2011 року:
|          | Загалом | Допрацездатний вік | Працездатний вік | Постпрацездатний вік |
| -------- | ------- | ------------------ | ---------------- | -------------------- |
| Чоловіки | 1054    | 232                | 699              | 123                  |
| Жінки    | 1069    | 194                | 628              | 247                  |
| Разом    | 2123    | 426                | 1327             | 370                  |